# Huásabas
Huásabas là một đô thị thuộc bang Sonora, México. Năm 2005, dân số của đô thị này là 865 người.